# Star-Crossed
Star-Crossed  é  uma série de televisão estadunidense transmitida pela The CW, criada por Meredith Averill. Estreou nos Estados Unidos em 17 de fevereiro de 2014. Foi cancelada em 8 de maio de 2014 após uma temporada devido ao baixo índice de audiência. A série foi exibida no Brasil pela MTV.

## Sinopse
Star-Crossed conta a história de convivência entre alienígenas e humanos, dez anos após centenas de extraterrestres terem chegado a Terra e sido feitos prisioneiros. A trama é centrada no épico romance entre uma garota humana e um rapaz alienígena, quando ele e mais seis de sua espécie são integrados ao Ensino Médio.

## Elenco

### Elenco principal
- Aimee Teegarden como Emery Whitehill
- Matt Lanter como Roman
- Malese Jow como Julia Yeung
- Titus Makin Jr. como Lukas Parnell
- Grey Damon como Grayson Montrose
- Natalie Hall como Taylor
- Chelsea Gilligan como Teri
- Greg Finley como Drake
- Brina Palencia como Sophia

### Elenco recorrente
- Dora Madison Burge como Zoe
- Jesse Luken como Eric

### Convidados
- Tahmoh Penikett as SEU Officer Jack Beaumont
- Jay Huguley as Ray Whitehill
- Andrea Frankle as Michelle Whitehill
- Susan Walters as Maia
- Jason Douglas as Nox
- Deena Dill as Margaret Montrose
- Tom Hillmann as Mr. Montrose
- Victoria Platt as Gloria Garcia
- Merle Dandridge as Vega
- Louise Lombard as Saroya
- Johnathon Schaech as Castor[9][10]
- Stephanie Jacobsen as Eva Benton

## Recepção
Em sua primeira temporada, Star-Crossed teve recepção mista por parte da crítica especializada. Com base de 22 avaliações profissionais, alcançou uma pontuação de 50% no Metacritic.